# Liste der Monuments historiques in Le Val-d’Ajol
Die Liste der Monuments historiques in Le Val-d’Ajol führt die Monuments historiques in der französischen Gemeinde Le Val-d’Ajol auf.

## Liste der Immobilien
| Bezeichnung                       | Beschreibung                      | Standort                                 | Kennzeichnung | Schutzstatus | Datum | Bild           |
| --------------------------------- | --------------------------------- | ---------------------------------------- | ------------- | ------------ | ----- | -------------- |
| Croix du Jaranceau                | Wegekreuz; Stein, 1626            | Le Jaranceau, östlich des Weilers (Lage) | PA00107308    | Classé       | 1908  |                |
| Wegekreuz                         | Stein, 17. Jahrhundert            | Larrière (Lage)                          | PA00107307    | Classé       | 1908  |                |
| Croix des Chênes                  | Wegekreuz; Stein, 16. Jahrhundert | Les Chênes (Lage)                        | PA00107309    | Classé       | 1908  |                |
| Kirche Notre-Dame-de-l’Assomption | aus dem 17. und 18. Jahrhundert   | Place de l’Église (Lage)                 | PA00107310    | Inscrit      | 1926  | weitere Bilder |

## Liste der Objekte
| Bezeichnung               | Beschreibung                                           | Standort                                        | Kennzeichnung | Schutzstatus | Datum | Bild |
| ------------------------- | ------------------------------------------------------ | ----------------------------------------------- | ------------- | ------------ | ----- | ---- |
| Pietà                     | Stein, farbig gefasst, 15. Jahrhundert                 | in der Kirche Notre-Dame-de-l’Assomption (Lage) | PM88000953    | Classé       | 1952  |      |
| Kruzifix                  | Holz, farbig gefasst, 16. Jahrhundert                  | in der Kirche Notre-Dame-de-l’Assomption (Lage) | PM88000954    | Classé       | 1966  |      |
| Mariä-Himmelfahrtsretabel | Eichenholz, farbig gefasst, Mitte des 18. Jahrhunderts | in der Kirche Notre-Dame-de-l’Assomption (Lage) | PM88000952    | Classé       | 1951  |      |
| Kanzel                    | Holz, farbig gefasst, 18. Jahrhundert                  | in der Kirche Notre-Dame-de-l’Assomption (Lage) | PM88001833    | Inscrit      | 2006  |      |